# نیروگاه هسته‌ای اولکیلوتو
نیروگاه هسته‌ای اولکیلوتو (فنلاندی: Olkiluodon ydinvoimalaitos) متعلق به کشور فنلاند است که در جزیره اولکیلوتو در خلیج بوتنی قرار دارد. این نیروگاه هسته‌ای در حوزه شهرداری اورایوکی در غرب فنلاند، واقع در حدود ۲۰ کیلومتری (۱۲ مایلی) شهر راوما و حدود ۵۰ کیلومتری (۳۱ مایلی) از شهر پوری قرار دارد.
نیروگاه اولکیلوتو شامل دو راکتور آب جوش (BWR) است که هر یک با ظرفیت ۸۹۰ مگاوات و یک راکتور از نوع EPR (واحد ۳) با ظرفیت ۱۶۰۰ مگاوات است. این باعث می‌شود واحد ۳ که در حال حاضر بزرگ‌ترین واحد نیروگاه هسته ای در اروپا و سومین نیروگاه قدرتمند در سطح جهان است به فعالیت بپردازد. ساخت واحد ۳ در سال ۲۰۰۵ آغاز شد. عملیات تجاری آن در ۱۶ آوریل ۲۰۲۳ پس از برنامه‌ریزی اولیه‌ای که در مه ۲۰۰۹ شروع شد به سرانجام رسید.